# Kora nationalpark
Kora nationalpark är en nationalpark i Kenya. Den ligger i den centrala delen av landet, 240 km nordost om huvudstaden Nairobi. Kora nationalpark ligger 398 meter över havet. Arean är 1,8 kvadratkilometer.